# Michajłowka (łożnikowskoje sielskoje posielenije)
Michajłowka (ros. Михайловка) – wieś (dieriewnia) w Rosji, w obwodzie omskim, w rejonie tarskim. W 2010 liczyła 101 mieszkańców.